# Плавання на Літній універсіаді 2019
Змагання з плавання на літній Універсіаді 2019 пройшли з 4 до 10 липня 2019 року в Неаполі на території спортивного центру Mostra d Oltremare. Розігрувалися 40 комплектів медалей.

## Медальний залік

### Таблиця медалей
*   Країна-господарка (  Італія)
| Місце                | Країна               | Золото | Срібло | Бронза | Загалом |
| -------------------- | -------------------- | ------ | ------ | ------ | ------- |
| 1                    | США                  | 19     | 12     | 9      | 40      |
| 2                    | Японія               | 6      | 7      | 7      | 20      |
| 3                    | Росія                | 6      | 6      | 6      | 18      |
| 4                    | ПАР                  | 5      | 1      | 0      | 6       |
| 5                    | Велика Британія      | 2      | 2      | 2      | 6       |
| 6                    | Італія*              | 1      | 5      | 5      | 11      |
| 7                    | Австралія            | 1      | 1      | 3      | 5       |
| 8                    | Бразилія             | 1      | 1      | 2      | 4       |
| 9                    | Швеція               | 1      | 0      | 0      | 1       |
| 10                   | Німеччина            | 0      | 2      | 1      | 3       |
| 11                   | Франція              | 0      | 1      | 0      | 1       |
| 12                   | Польща               | 0      | 0      | 1      | 1       |
| 12                   | Південна Корея       | 0      | 0      | 1      | 1       |
| 12                   | Китайський Тайбей    | 0      | 0      | 1      | 1       |
| 12                   | Білорусь             | 0      | 0      | 1      | 1       |
| 12                   | Канада               | 0      | 0      | 1      | 1       |
| Загалом (16 збірних) | Загалом (16 збірних) | 42     | 38     | 40     | 120     |

### Чоловічі змагання
| Event                             | Золото | Золото   | Срібло | Срібло   | Бронза | Бронза   |
| --------------------------------- | --- | -------- | --- | -------- | --- | -------- |
| 50 м вільним стилем               | Девід Камберлідж · Велика Британія | 21.97    | Косуке Мацуї · Японія | 22.26    | Данило Марков · Росія | 22.39    |
| 100 м вільним стилем              | Зак Еппл · США | 48.01    | Тейт Джексон · США | 48.29    | Марко Антоніо Феррейра · Бразилія | 48.57    |
| 200 м вільним стилем              | Зак Еппл · США | 1:46.80  | Микола Снєгірьов · Росія | 1:46.97  | Стефано Ді Кола · Італія | 1:47.86  |
| 400 м вільним стилем              | Кейсуке Йосіда · Японія | 3:49.48  | Маттео Чампі · Італія | 3:50.04  | Антон Нікітін · Росія | 3:50.41  |
| 800 м вільним стилем              | Антон Нікітін · Росія | 7:56.65  | Ніколас Форман · США | 7:57.95  | Філіп Заборовський · Польща | 7:58.27  |
| 1500 м вільним стилем             | Віктор Йогансон · Швеція | 15:01.76 | Алессіо Оччіпінті · Італія | 15:07.36 | Ніколас Норман · США | 15:09.29 |
|                                   | |          | |          | |          |
| 50 м на спині                     | Джастін Ресс · СШАЗейн Воделл · Південно-Африканська Республіка | 24.48    | Не вручалась |          | Григорій Тарасевич · Росія | 24.94    |
| 100 м на спині                    | Григорій Тарасевич · Росія | 53.51    | Йоанн Н’Дой-Бруар · Франція | 53.80    | Джастін Ресс · США | 53.81    |
| 200 м на спині                    | Остін Катц · США | 1:55.65  | Григорій Тарасевич · Росія | 1:57.91  | Кларк Біч · США | 1:57.96  |
|                                   | |          | |          | |          |
| 50 м брасом                       | Кирило Пригода · Росія | 26.99    | Майкл Говлі · Південно-Африканська Республіка | 27.19    | Іен Фіннерті · США | 27.25    |
| 100 м брасом                      | Іен Фіннерті · США | 59.49    | Кирило Пригода · Росія | 59.50    | Юя Хіномото · Японія | 59.72    |
| 200 м брасом                      | Кирило Пригода · Росія | 2:08.88  | Ілля Хоменко · Росія | 2:09.42  | Деніел Рой · США | 2:09.63  |
|                                   | |          | |          | |          |
| 50 м батерфляєм                   | Вільям Янг · Австралія | 23.32    | Юя Танака · Японія | 23.35    | Григорій Пекарський · Білорусь | 23.47    |
| 100 м батерфляєм                  | Сінносуке Ісікава · ЯпоніяЄгор Куїмов · Росія | 52.05    | Не вручалась |          | Коулмен Стюарт · США | 52.11    |
| 200 м батерфляєм                  | Олександр Кудашев · Росія | 1:55.63  | Нао Хоромура · Японія | 1:55.94  | Такумі Терада · Японія | 1:55.99  |
|                                   | |          | |          | |          |
| 200 м комплексом                  | Юран Мізохата · Японія | 1:58.88  | Джо Лічфілд · Велика Британія | 1:59.28  | Ван Сінхао · Китайський Тайбей | 1:59.87  |
| 400 м комплексом                  | Юкі Ікарі · Японія | 4:12.54  | Шон Грішоп · США | 4:13.90  | Максим Ступін · Росія | 4:15.37  |
|                                   | |          | |          | |          |
| Естафета 4 × 100 м вільним стилем | США (USA) · Зак Еппл (47.79) · Дін Фарріс (47.48) · Роберт Говард (47.74) · Тейт Джексон (48.02) · Майкл Єнсен                                                        | 3:11.03  | Бразилія (BRA) · Луїс Густаво Боржес (49.57) · Марко Антоніо Феррейра (48.00) · Габріель Огава (49.57) · Феліпе де Соуза (48.13)                                       | 3:15.27  | Італія (ITA) · Івано Вендраме (48.91) · Алессандро Борі (48.87) · Давіде Нардіні (49.10) · Джованні Іццо (49.03)                                                | 3:15.91  |
| Естафета 4 × 200 м вільним стилем | США (USA) · Дін Фарріс (1:48.73) · Грент Хауз (1:47.89) · Трентон Джуліан (1:46.99) · Зак Еппл (1:46.16) · Шон Грішоп · Закарі Ідон                                   | 7:09.77  | Італія (ITA) · Маттіа Дзуін (1:48.36) · Маттео Чампі (1:47.03) · Алессіо Претті Колонна (1:48.72) · Стефано Ді Кола (1:46.32)                                          | 7:10.43  | Австралія (AUS) · Максвелл Карлтон (1:49.43) · Ештон Брінкворт (1:48.21) · Брендон Сміт (1:49.18) · Джейкоб Генсворд (1:47.93) · Кемерон Тайсо                  | 7:14.75  |
| Естафета 4 × 100 м комплексом     | США (USA) · Джастін Ресс (53.31) · Іен Фіннерті (1:00.36) · Джон Шебат (51.80) · Зак Еппл (47.55) · Коулмен Стюарт · Джонатан Тайбер · Джек Сондерстон · Тейт Джексон | 3:33.02  | Росія (RUS) · Григорій Тарасевич (53.94) · Кирило Пригода (59.14) · Єгор Куїмов (51.86) · Іван Кузьменко (48.78) · Марк Ніколаєв · Ілля Хоменко · Олександр Садовников | 3:33.72  | Бразилія (BRA) · Габріель Фантоні (54.15) · Педро Кардона (1:00.98) · Яго Муссалем (52.08) · Марко Антоніо Феррейра (48.12) · Гільєме Бассето · Феліпе де Соуза | 3:33.72  |

### Жіночі змагання
| Event                             | Золото | Золото   | Срібло | Срібло   | Бронза | Бронза   |
| --------------------------------- | --- | -------- | --- | -------- | --- | -------- |
| 50 м вільним стилем               | Кі-Лі Перрі · США | 25.08    | Джессіка Фельснер · Німеччина | 25.12    | Емілі Барклі · Велика Британія | 25.15    |
| 100 м вільним стилем              | Габби Делуф · США | 54.76    | Ліза Гьопінк · Німеччина | 55.04    | Вероніка Берчилл · США | 55.05    |
| 200 м вільним стилем              | Габбі Делуф · США | 1:57.62  | Пейдж Медден · США | 1:58.31  | Марія Баклакова · Росія | 1:59.00  |
| 400 м вільним стилем              | Керстен Мейтц · США | 4:05.80  | Лінда Капоні · Італія | 4:10.53  | Сьєрра Шмідт · США | 4:11.37  |
| 800 м вільним стилем              | Вака Коборі · Японія | 8:34.30  | Ірина Приходько · Росія | 8:37.36  | Хінацу Сато · Японія | 8:38.19  |
| 1500 м вільним стилем             | Вака Коборі · Японія | 16:16.33 | Моеша Джонсон · Австралія | 16:20.00 | Моллі Коваль · США | 16:20.94 |
|                                   | |          | |          | |          |
| 50 м на спині                     | Сільвія Скалія · Італія | 27.92    | Еліза Гаан · США | 28.02    | Каліпсо Макдоннел · Австралія | 28.25    |
| 100 на спині                      | Катаріна Беркофф · США | 59.29    | Еліза Гаан · США | 59.62    | Сільвія Скалія · Італія | 1:00.43  |
| 200 на спині                      | [Ліза Бреттон[]] · США | 2:07.91  | Ейша Сейдт · США | 2:08.56  | Хлоя Голдінг · Велика Британія | 2:09.57  |
|                                   | |          | |          | |          |
| 50 м брасом                       | Дженніфер Алвес · Бразилія | 30.73    | Сара Вейсі · Велика Британія | 30.81    | Челсі Ходжес · Австралія | 31.13    |
| 100 м брасом                      | Тетяна Шенмейкер · Південно-Африканська Республіка | 1:06.42  | Маї Фукусава · Японія | 1:07.22  | Канако Ватанабе · Японія | 1:07.28  |
| 200 м брасом                      | [Тетяна Шенмейкер[]] · Південно-Африканська Республіка | 2:22.92  | Емілі Ескобедо · США | 2:23.65  | Канако Ватанабе · Японія | 2:24.18  |
|                                   | |          | |          | |          |
| 50 м батерфляєм                   | Тайла Лавмор · Південно-Африканська Республіка | 26.25    | Аї Сома · Японія | 26.38    | Чжон Со Юн · Південна Корея | 26.41    |
| 100 м батерфляєм                  | Тайла Лавмор · Південно-Африканська Республіка | 58.74    | Дакота Лютер · США | 58.82    | Ліза Гьопінк · Німеччина | 58.87    |
| 200 м батерфляєм                  | Дакота Лютер · США | 2:07.92  | Олівія Картер · США | 2:09.05  | Сачі Мочіда · Японія | 2:09.38  |
|                                   | |          | |          | |          |
| 200 комплексом                    | Алісія Вілсон · Велика Британія | 2:11.35  | Елла Істін · США | 2:12.24  | руна Імаї · Японія | 2:12.25  |
| 400 м комплексом                  | Макайла Саржент · США | 4:37.95  | Женев'єв Пфайфер · США | 4:40.16  | Іларія Кузінато · Італія | 4:40.18  |
|                                   | |          | |          | |          |
| Естафета 4 × 100 м вільним стилем | США (USA) · Вероніка Берчилл (55.39) · Клер Расмус (54.63) · Катерін Делуф (54.10) · Габбі Делуф (53.87) · Клер Адамс                                          | 3:37.99  | Японія (JPN) · Маюка Ямамото (56.15) · Сачі Мочіда (55.60) · Канако Ватанабе (55.55) · Руна Імаї (54.44) · Акі Нісіцу                      | 3:41.74  | Італія (ITA) · Паола Б'яджолі (55.75) · Джіолемарія Орілья (55.72) · Джулія Верона (55.52) · Аглая Пеццато (54.85)                                                                                                   | 3:41.84  |
| Естафета 4 × 200 м вільним стилем | США (USA) · Керстен Мейтц (1:58.23) · Пейдж Медден (1:59.33) · Клер Расмус (1:58.81) · Геббі Делуф (1:57.53) · Катерін Делуф · Сьєрра Шмідт                    | 7:53.90  | Італія (ITA) · Лінда Капоні (1:58.97) · Паола Б'яджолі (2:00.48) · Алісе Скарабеллі (1:58.83) · Сара Онгаро (2:01.40) · Джіолемарія Орілья | 7:59.68  | Росія (RUS) · Марія Баклакова (1:59.47) · Ірина Кривоногова (1:59.40) · Ірина Приходько (1:59.98) · Єлизавета Клеванович (2:05.00) · Анастасія Осипенко · Василиса Буйна} · Ксенія Васильонок · Олександра Денисенко | 8:03.85  |
| Естафета 4 × 100 м комплексом     | США (USA) · Катаріна Беркофф (1:00.03) · Емілі Ескобедо (1:06.72) · Дакота Лютер (59.01) · Геббі Делуф (54.01) · Еліза Гаан · Вероніка Берчилл · Катерін Делуф | 3:59.77  | Японія (JPN) · Марина Фурубаясі (1:00.97) · Маї Фукасава (1:07.01) · Аї Сома (58.22) · Руна Імаї (53.87) · Канако Ватанабе                 | 4:00.07  | Канада (CAN) · Інгрід Вілм (1:01.04) · Ніна Кучеран (1:08.03) · Ганна Геніш (59.47) · Ейнслі Макмуррей (54.78) · Софі Ангус · Сара Вотсон                                                                            | 4:03.32  |